# La Section Anderson
La Section Anderson é um filme-documentário francês de 1966 dirigido e escrito por Pierre Schoendoerffer, que fala sobre a Guerra do Vietnã. Venceu o Oscar de melhor documentário de longa-metragem na edição de 1968.

## Elenco
- Pierre Schoendoerffer - Narrador
- Joseph B. Anderson